# Менекеј
Менекеј (грч. Μενοικεύς) је у грчкој митологији било име више личности.

## Митологија
1. Пентејев унук[1] и према Аполодору и Хигину, био је отац Хипономе, Креонта и Јокасте (или Епикасте[1]). Када је видовити Тиресија предвидео да ће се Теба ослободити куге, која је пустошила град у време Едипове владавине, само ако неко драговољно себе жртвује, Менекеј се бацио са зидина утврђења.[2] Помињали су га Еурипид,[1] Аполодор, Паусанија и Статије.[2]
2. Према Аполодору, био је Тебанац, син Креонта и Еуридике, унук претходног Менекеја, који је извршио самоубиство испред капија свог града. Наиме, у току рата седморице против Тебе, Тебанци су затражили Тиресијин савет и он им је рекао да ће у рату победити само ако се неко својом вољом жртвује богу Ареју. То је учинио Менекеј.[2] Паусанија је писао да се Менекеј убио због пророчанства делфског пророчишта. Његов гроб је приказиван у Теби близу Неитијанске (или Нитијанске) капије.[1]